# Герб Фастівського району
Герб Фастівського району — офіційний символ Фастівського району, затверджений 22 червня 2000 р. рішенням сесії районної ради.

## Опис
На щиті, розтятому лазуровим і зеленим, золота церква, супроводжувана знизу срібною стрічкою, покладеною у вигляді підкови. Щит облямований золотим картушем і увінчаний короною.